# Svínáir
Svínáir (IPA: [ˈsvʊinˌɔaɪɹ], danska: Svinåer) är en by på Färöarna. Den är belägen längst in i sundet mellan Streymoy och Eysturoy, Sundini, i Eiðis kommun och hade vid folkräkningen 2015 42 invånare. Svínáir grundlades som en niðursetubygd under första halvan av 1800-talet..
Den färöiska politikern Jógvan Poulsen (1854-1941) kom från Svínáir.

## Befolkningsutveckling
| Befolkningsutvecklingen i Svínáir 1985–2015 | Befolkningsutvecklingen i Svínáir 1985–2015 | Befolkningsutvecklingen i Svínáir 1985–2015 | Befolkningsutvecklingen i Svínáir 1985–2015 | Befolkningsutvecklingen i Svínáir 1985–2015 |
| ------------------------------------------- | ------------------------------------------- | ------------------------------------------- | ------------------------------------------- | ------------------------------------------- |
|                                             |                                             |                                             |                                             |                                             |
| År                                          |                                             |                                             | Folkmängd                                   |                                             |
| 1985                                        | 1985                                        |                                             | 17                                          |                                             |
| 1990                                        | 1990                                        |                                             | 25                                          |                                             |
| 1995                                        | 1995                                        |                                             | 22                                          |                                             |
| 2000                                        | 2000                                        |                                             | 21                                          |                                             |
| 2005                                        | 2005                                        |                                             | 22                                          |                                             |
| 2010                                        | 2010                                        |                                             | 30                                          |                                             |
| 2015                                        | 2015                                        |                                             | 42                                          |                                             |
|                                             |                                             |                                             |                                             |                                             |